# Actinochloridaceae
Actinochloridaceae é uma Família de algas da ordem Chlorococcales.